# ブリーダーズカップ・ダートマイル
ブリーダーズカップ・ダートマイル（Breeders' Cup Dirt Mile）とは、アメリカ競馬の祭典であるブリーダーズカップ・ワールド・サラブレッド・チャンピオンシップの2日目の競走として行われる、3歳以上によるダート8ハロンの競走である。創設は2007年。日本では他の競走に倣ってBCダートマイル（ビーシー - ）と簡略化されることが多い。
なお、第1回は開催地であるモンマスパーク競馬場のコースの形態の関係で8ハロン70ヤード（約1673メートル）で行われた。
ブリーダーズカップ・ワールド・サラブレッド・チャンピオンシップにおいて、唯一競走名にダートと記載される競走である。これは当競走の創設時、既に「マイル」の名称がブリーダーズカップ・マイル(芝8ハロン)で使用されていたためである。

## 歴史
- 2007年 創設。当初は国際グレードなしで行われる（国際グレードに指定されるための条件に満たないため）。
- 2008年 施行日が2日目へ移行。
- 2009年 G1に格付けされる。

### 開催競馬場
| 回数   | 開催競馬場               | 施行距離     |
| ------ | ------------------------ | ------------ |
| 第1回  | モンマスパーク競馬場     | ダート8f70yd |
| 第2回  | サンタアニタパーク競馬場 | AW8f         |
| 第3回  | サンタアニタパーク競馬場 | AW8f         |
| 第4回  | チャーチルダウンズ競馬場 | ダート8f     |
| 第5回  | チャーチルダウンズ競馬場 | ダート8f     |
| 第6回  | サンタアニタパーク競馬場 | ダート8f     |
| 第7回  | サンタアニタパーク競馬場 | ダート8f     |
| 第8回  | サンタアニタパーク競馬場 | ダート8f     |
| 第9回  | キーンランド競馬場       | ダート8f     |
| 第10回 | サンタアニタパーク競馬場 | ダート8f     |
| 第11回 | デルマー競馬場           | ダート8f     |
| 第12回 | チャーチルダウンズ競馬場 | ダート8f     |
| 第13回 | サンタアニタパーク競馬場 | ダート8f     |
| 第14回 | キーンランド競馬場       | ダート8f     |
| 第15回 | デルマー競馬場           | ダート8f     |
| 第16回 | キーンランド競馬場       | ダート8f     |
| 第17回 | サンタアニタパーク競馬場 | ダート8f     |
| 第18回 | デルマー競馬場           | ダート8f     |
| 第19回 | デルマー競馬場           | ダート8f     |

### 歴代優勝馬
| 回数   | 施行日         | 調教国・優勝馬   | 日本語読み             | 性齢 | タイム  | 優勝騎手         | 管理調教師         |
| ------ | -------------- | ---------------- | ---------------------- | ---- | ------- | ---------------- | ------------------ |
| 第1回  | 2007年10月26日 | Corinthian       | コリンシアン           | 牡4  | 1:39.06 | K.デザーモ       | J.ジャーケンス     |
| 第2回  | 2008年10月25日 | Albertus Maximus | アルバータスマキシマス | 牡4  | 1:33.41 | G.ゴメス         | V.セリン           |
| 第3回  | 2009年11月7日  | Furthest Land    | ファーゼストランド     | 騸4  | 1:35.50 | J.レパルー       | M.メイカー         |
| 第4回  | 2010年11月6日  | Dakota Phone     | ダコタフォン           | 騸5  | 1:35.29 | J.ロサリオ       | J.ホレンドルファー |
| 第5回  | 2011年11月5日  | Caleb's Posse    | セレブスポッセ         | 牡3  | 1:34.59 | R.マラージ       | D.フォン・ヘメル   |
| 第6回  | 2012年11月3日  | Tapizar          | タピザー               | 牡4  | 1:35.34 | C.ナカタニ       | S.アスムッセン     |
| 第7回  | 2013年11月1日  | Goldencents      | ゴールデンセンツ       | 牡3  | 1:35.12 | R.ベハラーノ     | D.オニール         |
| 第8回  | 2014年10月31日 | Goldencents      | ゴールデンセンツ       | 牡4  | 1:35.16 | R.ベハラーノ     | L.モラ             |
| 第9回  | 2015年10月30日 | Liam's Map       | リアムズマップ         | 牡4  | 1:34.54 | J.カステリャーノ | T.プレッチャー     |
| 第10回 | 2016年11月4日  | Tamarkuz         | タマークズ             | 牡6  | 1:35.72 | M.スミス         | K.マクラフリン     |
| 第11回 | 2017年11月3日  | Battle of Midway | バトルオブミッドウェイ | 牡3  | 1:35.20 | F.プラット       | J.ホレンドルファー |
| 第12回 | 2018年11月3日  | City of Light    | シティオブライト       | 牡4  | 1:33.83 | J.カステリャーノ | M.マッカーシー     |
| 第13回 | 2019年11月2日  | Spun to Run      | スパントゥラン         | 牡3  | 1:36.58 | I.オルティス Jr. | J.C.ゲレーロ       |
| 第14回 | 2020年11月7日  | Knicks Go        | ニックスゴー           | 牡4  | 1:33.85 | J.ロサリオ       | B.コックス         |
| 第15回 | 2021年11月6日  | Life is Good     | ライフイズグッド       | 牡3  | 1:34.12 | I.オルティス Jr. | T.プレッチャー     |
| 第16回 | 2022年11月5日  | Cody's Wish      | コディーズウィッシュ   | 牡4  | 1:35.33 | J.アルバラード   | W.モット           |
| 第17回 | 2023年11月4日  | Cody's Wish      | コディーズウィッシュ   | 牡5  | 1:35.97 | J.アルバラード   | W.モット           |
| 第18回 | 2024年11月2日  | Full Serrano     | フルセラーノ           | 牡5  | 1:35.48 | J.ロサリオ       | J.サドラー         |